# Municipio de Amity (Illinois)
El municipio de Amity (en inglés: Amity Township) es un municipio ubicado en el condado de Livingston en el estado estadounidense de Illinois. En el año 2010 tenía una población de 866 habitantes y una densidad poblacional de 9,19 personas por km².

## Geografía
El municipio de Amity se encuentra ubicado en las coordenadas 40°58′15″N 88°45′55″O / 40.97083, -88.76528. Según la Oficina del Censo de los Estados Unidos, el municipio tiene una superficie total de 94.21 km², de la cual 93,87 km² corresponden a tierra firme y (0,36 %) 0,34 km² es agua.

## Demografía
Según el censo de 2010, había 866 personas residiendo en el municipio de Amity. La densidad de población era de 9,19 hab./km². De los 866 habitantes, el municipio de Amity estaba compuesto por el 94,92 % blancos, el 0,81 % eran afroamericanos, el 0,12 % eran amerindios, el 0,23 % eran asiáticos, el 2,42 % eran de otras razas y el 1,5 % eran de una mezcla de razas. Del total de la población el 2,89 % eran hispanos o latinos de cualquier raza.